# Al-Jazeera Club Amman
L'Al-Jazeera Club Amman (àrab: نادي الجزيرة, Nādī al-Jazīra, ‘Club de la Península [Aràbiga]’) és un club jordà de futbol de la ciutat d'Amman.
Va ser fundat l'any 1947.

## Palmarès
- Lliga jordana de futbol:[7]

1952, 1955, 1956
- Copa jordana de futbol:[8]

1984, 2018
- Escut jordà de futbol:[8]

1981-82, 1986-87
- Supercopa jordana de futbol:[8]

1985